# Lista de membros do elenco da Terra Média no cinema
Este artigo lista os atores e atrizes que atuaram ao longo das adaptações cinematográficas do universo da Terra Média. Criado pelo autor britânico J. R. R. Tolkien, a Terra Média é um universo fictício que engloba uma ampla variedade de criaturas e elementos mágicos e tornou-se notório principalmente através do romance de fantasia The Hobbit, or There and Back Again (1937) e da trilogia de romances de fantasia The Lord of the Rings (publicado em três volumes entre 1954 e 1955). A animação The Lord of the Rings (1978), primeira adaptação cinematográfica do universo da Terra Média, contou com as vozes principais de Christopher Guard, William Squire e Michael Scoles como Frodo Bolseiro, Gandalf e Samwise Gamgee. Este acabou sendo o único filme animado da franquia após uma sequência de discordâncias criativas levarem ao cancelamento de planos para uma sequência.  
A Terra Média voltaria a ser adaptada ao cinema na década de 2000 com o lançamento da trilogia The Lord of the Rings sob o comando do cineasta australiano Peter Jackson. A trilogia, centrada em um robusto projeto de produção e adaptação das obras literárias de Tolkien, contou com um elenco fixo ao longo dos três filmes: The Fellowship of the Ring (2001), The Two Towers (2002) e The Return of the King (2003). No primeiro filme da trilogia, Elijah Wood interpreta o hobbit Frodo Bolseiro que alia-se ao mago Gandalf (interpretado por Ian McKellen) em uma missão para destruir o Um Anel nas Montanhas de Mordor, local onde foi forjado pelo antagonista Sauron (Sala Baker). A dupla é acompanhada pela chamada Sociedade do Anel formada por Elrond (Hugo Weaving) e composta por Legolas, Gimli, Boromir e Aragorn interpretados por Orlando Bloom, John Rhys-Davies, Sean Bean e Viggo Mortensen respectivamente. Este filme conta paralelamente com as atuações de Ian Holm (como Bilbo Bolseiro), Liv Tyler (como Arwen), Cate Blanchett (como Galadriel), Christopher Lee (como o antagonista secundário Saruman) e Andy Serkis cujos movimentos foram digitalmente capturados para dar vida ao personagem Gollum. Blanchett, McKellen e Lee reprisaram seus papéis ao longo das seis adaptações cinematográficas da franquia, sendo os atores mais recorrentes de todo elenco. Este elenco principal reprisaria seus papéis nas sequências The Two Towers (2002) e The Return of the King (2003), com o acréscimo de Bernard Hill como o Rei Théoden - cujos filhos Éowyn (interpretada por Miranda Otto) e Théodred (Paris Howe Strewe) resistem à manipulação do vizir Gríma Língua de Cobra (vivido por Brad Dourif) - e também com John Noble como Denethor.
Após mais de uma década de hiato, Jackson decidiu retomar a adaptação cinematográfica das obras de Tolkien. O novo empreendimento deu origem à trilogia cinematográfica The Hobbit, composta pelos títulos An Unexpected Journey (2012), The Desolation of Smaug (2013) e The Battle of the Five Armies (2014) que narram em forma de prequela os eventos do romance homônimo que conduziriam aos eventos da trilogia anterior. Nesta nova sequência de filmes, somente Christopher Lee, Ian McKellen, Orlando Bloom, Andy Serkis e Cate Blanchett reprisam seus respectivos papéis anteriores como Saruman, Ganfalf, Legolas, Gollum e Galadriel; e são acrescidos de um novo elenco conjunto encabeçado por Martin Freeman como uma versão mais jovem de Bilbo Bolseiro. O enredo gira em torno de uma aventura de treze anões liderada por Bilbo e Thorin II (Richard Armitage) para recuperar seus tesouros roubados pelo dragão Smaug (construído digitalmente através da captura de movimentos do ator Benedict Cumberbatch).

## Elenco e personagens
- A lista abaixo é ordenada pelos nomes das personagens em ordem alfabética a contar pelo sobrenome independentemente da relevância ou organização a que esteja associado no universo fictício. O eventual título ou cargo da personagem aparece em menor tamanho acima do nome. O alter ego da personagem aparece em menor tamanho abaixo do nome.

| Personagem                     | Filme                             | Filme                 | Filme                         | Filme                        | Filme                          | Filme                                |  |
| Personagem                     | The Fellowship of the Ring (2001) | The Two Towers (2002) | The Return of the King (2003) | An Unexpected Journey (2012) | The Desolation of Smaug (2013) | The Battle of the Five Armies (2014) |  |
| ------------------------------ | --------------------------------- | --------------------- | ----------------------------- | ---------------------------- | ------------------------------ | ------------------------------------ |  |
| Aragorn                        | Viggo Mortensen                   | Viggo Mortensen       | Viggo Mortensen               |                              |                                |                                      |  |
| Arwen                          | Liv Tyler                         | Liv Tyler             | Liv Tyler                     |                              |                                |                                      |  |
| Balin                          |                                   |                       |                               | Ken Stott                    | Ken Stott                      | Ken Stott                            |  |
| Barbárvore                     |                                   | John Rhys-Davies      | John Rhys-Davies              |                              |                                |                                      |  |
| Beorn                          |                                   |                       |                               |                              | Mikael Persbrandt              | Mikael Persbrandt                    |  |
| Bifur                          |                                   |                       |                               | William Kircher              | William Kircher                | William Kircher                      |  |
| Bofur                          |                                   |                       |                               | James Nesbitt                | James Nesbitt                  | James Nesbitt                        |  |
| Bilbo Bolseiro                 | Ian Holm                          | Ian Holm              | Ian Holm                      | Martin Freeman               | Martin Freeman                 | Martin Freeman                       |  |
| Frodo Bolseiro                 | Elijah Wood                       | Elijah Wood           | Elijah Wood                   | Elijah Wood                  |                                |                                      |  |
| Boromir                        | Sean Bean                         | Sean Bean             | Sean Bean                     |                              |                                |                                      |  |
| Meriadoc Brandebuque "Merry"   | Dominic Monaghan                  | Dominic Monaghan      | Dominic Monaghan              |                              |                                |                                      |  |
| Barliman Butterbur             | David Weatherley                  |                       |                               |                              |                                |                                      |  |
| Celeborn                       | Marton Csokas                     | Marton Csokas         | Marton Csokas                 |                              |                                |                                      |  |
| Rosie Cotton                   | Sarah McLeod                      |                       |                               |                              |                                |                                      |  |
| Damrod                         |                                   | Alistair Browning     |                               |                              |                                |                                      |  |
| Déagol                         | Thomas Robins                     |                       | Thomas Robins                 |                              |                                |                                      |  |
| Denethor II                    |                                   | John Noble            | John Noble                    |                              |                                |                                      |  |
| Dwalin                         |                                   |                       |                               | Graham McTavish              | Graham McTavish                | Graham McTavish                      |  |
| Elendil "o Alto"               | Peter McKenzie                    |                       |                               |                              |                                |                                      |  |
| Elrond                         | Hugo Weaving                      | Hugo Weaving          | Hugo Weaving                  | Hugo Weaving                 | Hugo Weaving                   | Hugo Weaving                         |  |
| Éomer                          |                                   | Karl Urban            | Karl Urban                    |                              |                                |                                      |  |
| Éothain                        |                                   | Sam Comery            |                               |                              |                                |                                      |  |
| Éowyn                          |                                   | Miranda Otto          | Miranda Otto                  |                              |                                |                                      |  |
| Faramir                        |                                   | David Wenham          | David Wenham                  |                              |                                |                                      |  |
| Fredo                          |                                   | Olivia Tennet         |                               |                              |                                |                                      |  |
| Galadriel                      | Cate Blanchett                    | Cate Blanchett        | Cate Blanchett                | Cate Blanchett               | Cate Blanchett                 | Cate Blanchett                       |  |
| Samwise Gamgee                 | Sean Astin                        | Sean Astin            | Sean Astin                    |                              |                                |                                      |  |
| Gamling                        |                                   | Bruce Hopkins         | Bruce Hopkins                 |                              |                                |                                      |  |
| Gandalf "o Cinzento"           | Sir Ian McKellen                  | Sir Ian McKellen      | Sir Ian McKellen              | Sir Ian McKellen             | Sir Ian McKellen               | Sir Ian McKellen                     |  |
| Gil-galad                      | Mark Ferguson                     |                       |                               |                              |                                |                                      |  |
| Gimli                          | John Rhys-Davies                  | John Rhys-Davies      | John Rhys-Davies              |                              |                                |                                      |  |
| Glóin                          | John Rhys-Davies                  |                       |                               | Peter Hambleton              | Peter Hambleton                | Peter Hambleton                      |  |
| Gollum                         | Andy Serkis                       | Andy Serkis           | Andy Serkis                   | Andy Serkis                  | Andy Serkis                    | Andy Serkis                          |  |
| Grima "Língua de Cobra"        |                                   | Brad Dourif           | Brad Dourif                   |                              |                                |                                      |  |
| Haldir                         | Craig Parker                      | Craig Parker          |                               |                              |                                |                                      |  |
| Haleth                         |                                   | Calum Gittins         |                               |                              |                                |                                      |  |
| Háma                           |                                   | John Leigh            |                               |                              |                                |                                      |  |
| Isildur                        | Harry Sinclair                    |                       |                               |                              |                                |                                      |  |
| Legolas                        | Orlando Bloom                     | Orlando Bloom         | Orlando Bloom                 | Orlando Bloom                | Orlando Bloom                  | Orlando Bloom                        |  |
| Lurtz                          | Lawrence Makoare                  |                       |                               |                              |                                |                                      |  |
| Madril                         |                                   | John Bach             | John Bach                     |                              |                                |                                      |  |
| Maggot                         | Cameron Rhodes                    |                       |                               |                              |                                |                                      |  |
| Morwen                         |                                   | Robyn Malcolm         |                               |                              |                                |                                      |  |
| Necromante                     |                                   |                       |                               | Benedict Cumberbatch         | Benedict Cumberbatch           | Benedict Cumberbatch                 |  |
| Radagast "o Castanho"          |                                   |                       |                               | Sylvester McCoy              | Sylvester McCoy                | Sylvester McCoy                      |  |
| Rei de Angmar                  | Brent McIntyre                    |                       | Lawrence Makoare              |                              |                                |                                      |  |
| Saruman "o Branco"             | Sir Christopher Lee               | Sir Christopher Lee   | Sir Christopher Lee           | Sir Christopher Lee          | Sir Christopher Lee            | Sir Christopher Lee                  |  |
| Sauron                         | Sala Baker                        | Sala Baker            | Sala Baker                    |                              |                                |                                      |  |
| Smaug                          |                                   |                       |                               | Benedict Cumberbatch         | Benedict Cumberbatch           | Benedict Cumberbatch                 |  |
| Tauriel                        |                                   |                       |                               |                              | Evangeline Lilly               | Evangeline Lilly                     |  |
| Théoden                        |                                   | Bernard Hill          | Bernard Hill                  |                              |                                |                                      |  |
| Thorin II "Escudo de Carvalho" |                                   |                       |                               | Richard Armitage             | Richard Armitage               | Richard Armitage                     |  |
| Peregrin Took "Pippin"         | Billy Boyd                        | Billy Boyd            | Billy Boyd                    |                              |                                |                                      |  |
| Théodred                       |                                   | Paris Howe Strewe     |                               |                              |                                |                                      |  |
| Thráin II                      |                                   |                       |                               | Michael Mizrahi              |                                | Sir Antony Sher                      |  |
| Thráin II                      | Thomas Robins                     |                       |                               |                              |                                | Sir Antony Sher                      |  |
| Thranduil                      |                                   |                       |                               | Lee Pace                     | Lee Pace                       | Lee Pace                             |  |
| Uglúk                          |                                   | Nathaniel Lees        |                               |                              |                                |                                      |  |